# Municipio 5 (Arkansas)
El municipio 5 (en inglés: Township 5) es un municipio ubicado en el condado de Benton en el estado estadounidense de Arkansas. En el año 2010 tenía una población de 12792 habitantes y una densidad poblacional de 1.107,4 personas por km².

## Geografía
El municipio 5 se encuentra ubicado en las coordenadas 36°20′9″N 94°8′26″O / 36.33583, -94.14056. Según la Oficina del Censo de los Estados Unidos, el municipio tiene una superficie total de 11.55 km², de la cual 11.53 km² corresponden a tierra firme y (0.18%) 0.02 km² es agua.

## Demografía
Según el censo de 2010, había 12792 personas residiendo en el municipio 5. La densidad de población era de 1.107,4 hab./km². De los 12792 habitantes, el municipio 5 estaba compuesto por el 72.71% blancos, el 1.23% eran afroamericanos, el 1.32% eran amerindios, el 1.45% eran asiáticos, el 0.27% eran isleños del Pacífico, el 19.35% eran de otras razas y el 3.67% pertenecían a dos o más razas. Del total de la población el 32.18% eran hispanos o latinos de cualquier raza.